# Turin Turambar
Turin Turambar je imaginarni lik iz Tolkinovih knjiga. Prvi put se pojavljuje u knjizi Silmarilion, dok je u knjizi Deca Hurinova glavni lik.

## Uloga u knjigama
Turin je bio sin Hurina, poglavara Edaina u Hitlumu. Njegova majka je bila Moruena Eledvena, od kuće Beorove. U djetinjstvu je imao sestru Uruenu, zvanu Lalait. Međutim, ona je umrla kada je Turin imao tri godine zbog crnog vjetra kuge koji je poslao Morgot. Turinov najbolji prijatelj u ovo vrijeme je bio hromi drvosječa Sador. Kada je Turinu bilo osam godina, njegov otac Hurin i njegov stric Huor su otišli u bitku Nirnait Arnoidad. U toj bici Huor je poginuo, a Hurina su zarobile Morgotove sluge. Morgot je pokušao da natjera Hurina da mu oda lokaciju tajnog vilin-kraljevstva Gondolin. Hurin je ovo odbio i prkosio mu, te ga je stoga Morgot posadio na veliku stolicu na vrh planine, prokleo njegovu djecu i naredio mu da gleda njihovu kob.
U međuvremenu, u Hitlum su ušli mnogi okrutni ljudi sa istoka (koji su služili Morgota) i zaposjeli imanja stare vlastele. Moruena nije htjela da se ponizi i pobegne iz sopstvene zemlje, a i trebalo je da rodi Turinovu sestru Nijenoru. Ali je ipak poslala Turina u vilin-kraljevstvo Dorijat. Turinu je jako teško pao ovaj rastanak. U Dorijatu ga je kralj Tingol usvojio kao posinka zbog Hurinovih junačkih dijela i zbog Turinovog srodstva sa Berenom. Odrastajući u Dorijatu, Turin je od Tingola dobio vilenjačko vaspitanje. Postao je prijatelj sa Vilenjakom Belegom, ratnikom sa granica Dorijata. Sa osamnaest godina, Turin je uzeo šlem svog oca, Zmajski šlem od Dor-lomina i otišao u borbe sa Orcima na sjevernoj granici Dorijata. Tu se veoma istakao, i njegovo prijateljstvo sa Belegom se produbilo. Međutim, kada je imao dvadeset godina u Dorijatu je slučajno izazvao smrt velikaša Saeorosa. Svađa je izbila između njih i Saeros ga je napao iz zasjede. Turin ga je gonio kroz Dorijat, bez namjere da ga ubije, ali je Saeros pao u veliki ponor. Prije nego što je presuda mogla biti donesena, Turin je pobjegao u divljinu. Kasnije, kada su Mablung i Nelas svjedočili u Turinovu korist, Tingol ga je razriješio krivice i poslao Belega da pronađe Turina.
Turin je lutao divljinom jako dugo bez cilja. Ipak, na kraju je našao grupu odmetnika, koja je brojala pedeset ljudi. Oni ga napadoše, ali Turin ubi jednog njihovog čovjeka i zatraži da ga prime u četu. Vođa odmetnika, Forveg, pristade na ovo vidjeći da je Turin moćan ratnik. Okrutan život odmetnika je bilo nešta na šta se Turin morao navići, ne sprječavajući opaka dijela svojih sadrugova. Jednog dana dok su lutali, Turin vidje kako neka djevojka bježi od nečega. Vidjeći neku tamnu priliku, Turin je ubi jer je mislio da je to Ork, ali to bijaše Forveg. Drugi razbojnik koji je bio sa Forvegom se uplaši da ga Turin ne ubije; ali Turin otjera djevojku i vrati se u logor odmetnika. Tamo ga oni izabraše za njihovog vođu.
Beleg konačno pronađe Turina i reče mu da mu je dozvoljeno da se vrati u Dorijat, ali ga Turin zbog svog ponosa odbi, pa se Beleg vratio u Menegrot. Dugo odmetnici lutaše, ali su zarobili jednog Sitnog Patuljka, njegovo ime je bilo Mim. Mim je bio poslednji od Sitnih Patuljaka, podvrste Patuljaka. Imao je dva sina: Ibuna i Kima. Kima je odmetnik Androg ubio strijelom. Mim je ponudio da otkupi svoj život tako što će im pokazati skloniše i pećinu u velikom brdu Amon Rud. Turin pristade, i Mim ih odvede u to brdo. U unutrašnjosti brda bilo je mnogo odaja, oružarnica i kovačnica. Međutim, sve te odaje su bile napuštene jer su Sitni Patuljci gotovo izumrli. Mim i Turin su se sprijateljili, a odmetnici su lagodno prebivali u skloništu Amon Ruda, koje Turin nazva Bar-en-Danved, iliti kuća otkupa.
Beleg dođe usred zime na Amon Rud. Nosio je lembas, putohleb Vilenjaka i Anglahel. Anglahel je bio smrtonosni crni mač koji je napravio vilin-kovač Eol. Beleg i Turin napadoše Morgotove sluge i oslobodiše mnoge zapadne zemlje. Veliki pojas zemlje je nazvan Dol-Kuartol, iliti Zemlja Luka i Kacige. Međutim, Mim je mrzio Belega i odlučio je da ih izda. Doveo je Orke u Amon Rud. Turin je bio zarobljen a svi njegovi ljudi pobijeni, osim Belega. Beleg je odlučio da traga za Turinom. Prateći trag Orka, on je stigao do Dortoniona. Tamo je naišao na Vilenjaka Gvindora, koji je pobjegao iz ropstva Angbanda. Zajedno su spasili Turina od Orka. Nažalost, Beleg je slučajno ubo Turina u stopalo dok je presijecao njegove okove. Na ovo se Turin probudi, i u tami pobrka Belega sa nekim Orkom. Oteo je mač Belegu i ubio ga. Crni užas ga obuze kada je shvatio šta je uradio. Turin je spjevao pjesmu za Belega, nazvavši je Laer ku Beleg.
Gvindor je poveo Turina u skriveno vilenjačko kraljevstvo Nargotrond. Tamo se Turin brzo uzdigao. Postao je glavni savjetnik kralja Orodreta, kao i glavni zapovjednik u ratu. Pod njegovim savjetima, Vilenjaci Nangotronda su počeli da izlaze u otvorenu borbu, otkrivajući Morgotu svoju lokaciju. Kraljeva kćerka Finduilas zavolje Turina. Turin je izgradio ogromni most koji je lako vodio u samo srce skrivene tvrđave. Nije porušio ovaj most čak ni kada su Ulmovi glasnici došli, poručujući da se kob Nargotronda primiče. Morgot je poslao ogromnu vojsku, koju je vodio zmaj Glaurung. Vojska Vilenjaka su sukobila sa Morgotovom vojskom na polju Tumhalad. Tu su doživjeli poraz, i Orodret i Gvindor poginuše. Gvindor, na samrti, posavjetova Turina da spase Finduilas. Turin je stigao do kapija Nargotronda previše kasno. Glaurung ga začara i natjera ga da umisli da su njegova majka i sestra u Hitlumu i da im je potrebna njegovu pomoć. Turin pođe na sjever, ne obazirući se na krike Finduilas. Gvindor je na samrti rekao Turinu da samo Finduilas stoji između njega i njegove kobi. Neki izvori navode da Turin nije mogao umaći kletvi, osim ako bi otišao u Dorijat.
Moruena i Nijenora su izjahale iz Dorijata u divljinu, pokušavajući da nađu Turina. Međutim, Glaurung većinom pobi njihovu pratnju, i začara Nijenoru da izgubi pamćenje. Moruena se izgubi u divljini.
Turin je stigao u Hitlum. Našao je svoju kuću praznu i pustu, a njegov narod porobljen od surovih ljudi sa istoka. On je ušao u dvoranu čovjeka sa istoka, Brode, i upita svoju tetku Areinu gdje su njegova majka i sestra. Areina mu reče da su otišle u Dorijat. Broda napade Turina, nazivajući njegovu majku Moruenu prezrenim robom. Turin je pobjesnio zbog ovoga, i poveo je pobunu. Broda i mnogi drugi zli ljudi su bili ubijeni, a Turin pobježe u divljinu, u šume Bretila. Tamo je saznao da su Finduilas ubili Orci. Turin joj podiže humku i nazva je Haud-en-Elet. U Bretilu su ga prihvatili stanovnici, a poglavar Brandir mu poželje dobrodošlicu. Ovdje je Turin našao jednu onesviještenu djevojku u šumi. Ovo je bila njegova sestra, ali Turin to nije znao, pošto je nikad nije vidio. Nijenora se nije sjećala ničega zbog čini Glaurunga. Turin joj je dao ime Ninijela, što znači uplakana djevojka. Posle nekoliko godina se zavolješe i vjenčaše se.
Glaurung je krenuo u napad na Bretil, razarajući sve pred sobom. Turin se pripremi da ga ubije. Pošao je sa dvojicom pratilaca: Dorlasom i Huntorom. Međutim, Dorlas je dezertirao, a Huora je ubila stijena koja je pala. Turin je uspio da ubije Glaurunga Anglahelom, ali pade u nesvijest zbog Glaurungovih čini. Ninijela dođe do Turina i poveza mu ranu, ali je Turin bio u nesvijesti. Glaurung poslednjim trzajem pogleda Ninijelu i otkri joj istinu o svemu, o njenom životu i porijeklu. Ninijela, obuzeta užasom, krenu ka vodopadu i baci se u vode, udavivši se. Očaj Ninijelin je čuo Brandir, ali nije mogao da je spasi. On reče Turinu istinu kada se probudi, ali Turin je bio obuzet bijesom i optuži Brandira da laže. Ubi Brandira Anglahelom. Tada Mablung dođe, i reče Turinu da je Nijenora izgubljena u divljini. Turin shvati da ga Brandir nije slagao i ubi se svojim mačem Anglahelom. Vilenjaci mu podigoše humku i na njoj napisaše:
TÚRIN TURAMBAR DAGNIR GLAURUNGA

NIENOR NÍNIEL
Tako završi život, Turin sin Hurinov. Riječi Turina prije nego što je izvršio samoubistvo:
| „ | Nisam li, nisam li Mablunže? Ali zašto ne, jer vidi- slijep sam! Da li si to znao? Slijep, slijep, bauljajući od djetinstva u mračnoj magli Morgotovoj! Zato me ostavi! Odlazi, odlazi! Idi natrag u Dorijat, i neka ga zima uništi! Proklet neka je Menegrot! I proklet neka je tvoj zadatak! Samo je još ovo nedostajalo. Sada stiže noć!... | ” |

Priča se da grob Turina, Ninijele i Moruene nije potonuo sa Belerijandom, već je nastavio da postoji kao malo ostrvo. Ovo ostrvo su mornari nazvali Tol Moruena.

## Turinove titule i imena
Kada je Turin otišao u odmetnike, uze ime Neitan, onaj kome je učinjena nepravda, jer je vjerovao da je zauvjek izgnan iz Dorijata. Kada mu je Beleg donio Zmajevu kacigu od Dor-lomina, on se nazva Gortol, Smrtonosna kaciga. U Nangotrondu se nazvao Agarvain, sin Umartov, to jest Umrljan krvlju, sin zle sudbine. Brzo je dobio ime Adanedel, vilin-čovjek. U šumama Bretila se nazvao Turambar, Gospodar sudbine, i po tom imenu je najpoznatiji.